# Neobythites gilli
Neobythites gilli är en fiskart som beskrevs av Goode och Bean, 1885. Neobythites gilli ingår i släktet Neobythites och familjen Ophidiidae. Inga underarter finns listade i Catalogue of Life.